# Летња позорница „Врело”
Летња позорница „Врело” је мултифункционални објекат саграђен 2020. године. Налази се у улици Врелска 10 у Сокобањи.

## Историја
Летња позорница „Врело” је изграђена почетком 2020. године на месту старе летње позорнице чији су капацитети и техничке могућности биле превазиђене. Изградњу је финансирала Општина Сокобања, а кофинансирала Влада Републике Србије из средстава субвенција Министарства трговине, туризма и телекомуникација. Садржи Велику сцену која поседује физичке и техничке могућности за организовање догађаја за већи број гледалаца – концерата, музичко–сценских догађаја, фестивала, представа и друго. Капацитет гледалишта је 1500 места за седење и 3000 места за стајање. Поред Велике је изграђена и Мала сцена са 600 места окружена воденим прстеном где се одвијају догађаји мањег обима у оквиру програма „Бањског забавног лета”. Између две сцене се налазе декоративна језера од којих највеће током зиме функционише као клизалиште. Садрже клупе за одмор, зелене и цветне површине, летњи шанк, тоалете, један угоститељски објекат и Визиторски центар природних вредности Сокобање.

## Галерија
- Поглед на малу сцену ноћу.